# الإدارة المحلية في كوستاريكا
يتم تنظيم النظام الحكم البلدي في كوستاريكا بموجب قانون البلديات، الذي ينظم الحكومات المحلية. البلديات هي الإدارة من المستوى الثاني في كوستاريكا بعد الحكومة المركزية. يوجد في كل كانتون من كانتونات كوستاريكا البالغ عددها 82 بلدية أو حكومة بلدية مكونة من عمدة وعدد متناسب من أعضاء المجلس البلدي. تتمتع مقاطعات كل كانتون أيضًا بسلطاتها المحلية وممثليها. تشمل بعض الخدمات التي تديرها الحكومات المحلية ما يلي:
- إدارة النفايات الصلبة
- بناء وإدارة الطرق المحلية والحدائق والمكتبات والمدارس
- تحصيل الضرائب البلدية وفي بعض الحالات الأمن المحلي

تجدر الإشارة إلى أن المدينة والبلدية في كوستاريكا ليسا نفس الشيء، حيث يمكن أن يضم الكانتون عدة مدن داخل حدوده، عمومًا كمقاطعات.

## تاريخها
كانت أول حكومة محلية في كوستاريكا هي قلعة غارسيمونيوز، التي أسست عام 1561 على يد فاتح كوستاريكا خوان دي كافالون. عام 1564 نقل خوان فاسكيز دي كورونادو الحكومة المحلية من جارسيمونيوز إلى إلجواركو وأطلق عليها اسم كارتاجو. عام 1813، كانت هناك 15 حكومة محلية في كوستاريكا تُعرف باسم كابيلدوس، بما في ذلك حكومات المدن الرئيسية؛ سان خوسيه، ألاخويلا، كارتاغو وهيريديا. في عام 1867، تم سن القوانين الأولى التي منحت الحكومات المحلية بعض الاستقلالية والسلطة على القرارات المحلية. بعد الاستقلال عن إسبانيا، اختلف موقف الحكومات، حيث أصبح بعض الرؤساء أكثر مركزية والبعض الآخر أكثر دعمًا للحكم المحلي. ينص دستور عام 1825 على أنه يجب أن يكون لكل مدينة حكومة محلية مهما كانت صغيرة. ومع ذلك، تم القضاء على هذا خلال دكتاتورية براوليو كاريلو في عام 1841 حيث كان يُنظر إليه على أنه معاملة للسلطة المركزية.
أنشأ دستور عام 1848 شخصية المجلس البلدي الإقليمي أو كابيلدو في كل من عواصم المقاطعات في المقاطعات الخمس آنذاك؛ سان خوسيه، ألاخويلا، كارتاجو، هيريديا وجواناكاستي وفي كوماركا في بونتاريناس. تم دمج هذه الهيئات من قبل ثلاثة أعضاء منتخبين ديمقراطيا ورئيس سياسي معين من قبل السلطة التنفيذية ويعتبر السلطة القصوى في المحافظة. سمحت المراسيم الرئاسية الصادرة في عامي 1862 و1867 والمعروفة باسم "Ordenanzas Municipales" للكانتونات الصغيرة باختيار ممثليها في مجالس المقاطعات. ظلت هذه "الأوامر" حتى صدور قانون البلديات عام 1970،  لكن دستور عام 1949 يعترف بحق الكانتونات في التمتع بالاستقلال البلدي والحكم الذاتي. تم إجراء إصلاح واسع النطاق لقانون البلديات في عام 1998، مما جعل جميع المكاتب البلدية منتخبة ديمقراطيا وإلغاء جميع الشخصيات المعينة (مثل حاكم المقاطعة).

## السلطات

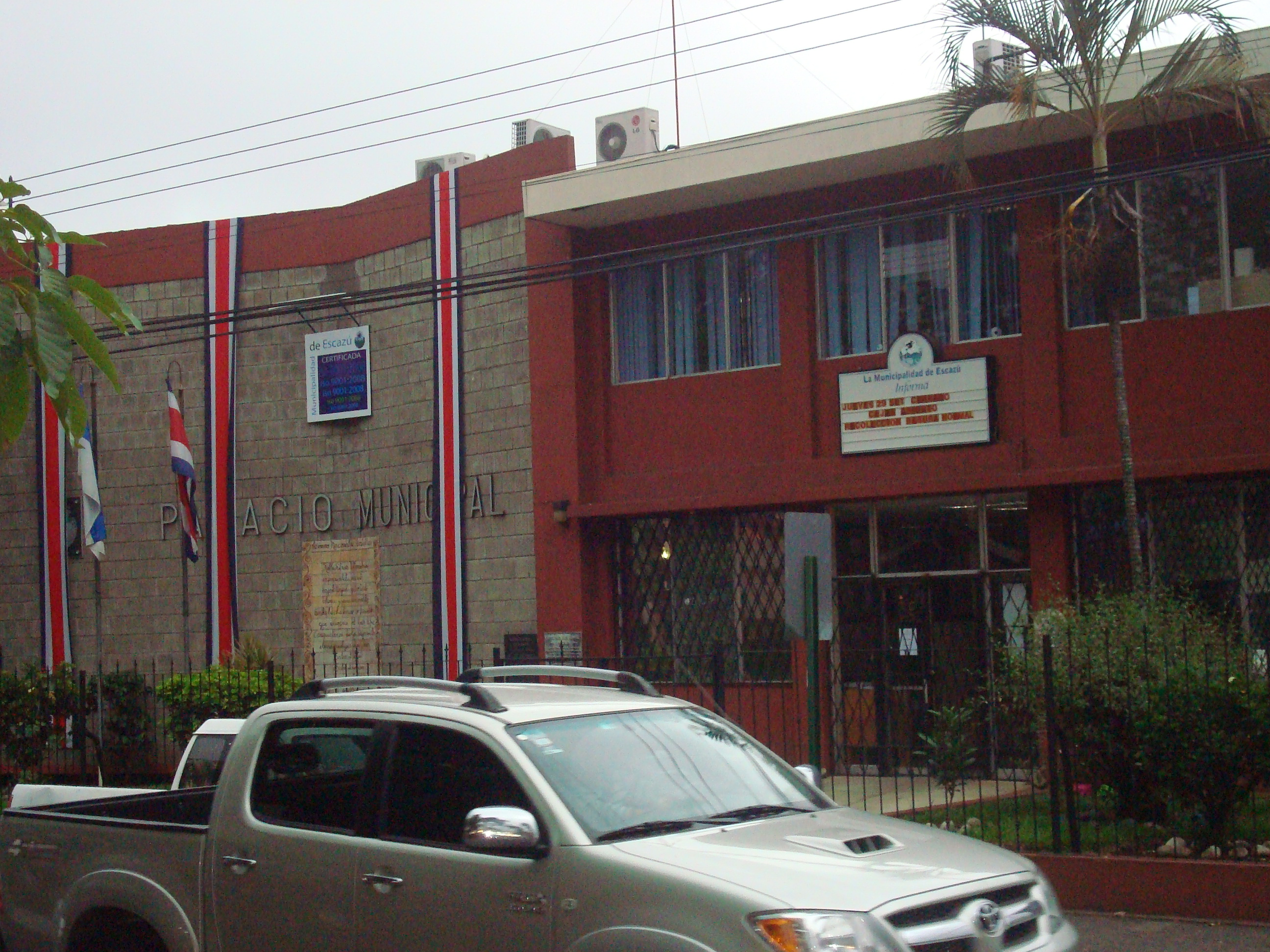
قاعة مدينة إسكازو

كل كانتون من كانتونات كوستاريكا البالغ عددها 82 يحكمه ويشرف عليه عمدة منتخب، وهي أول سلطات دون وطنية منذ إلغاء حكام المقاطعات في عام 1998. ويتم انتخاب رؤساء البلديات ديمقراطيًا إلى جانب نائبين لرئيس البلديات. حتى عام 1998، كان الشخص المعادل يسمى "المدير التنفيذي للبلدية" ويتم تعيينه من قبل المجلس البلدي، ولكن إصلاح قانون البلديات جعل المنصب يتم انتخابه شعبيًا.
يوجد ايضا في كل كانتون مجلس بلدي يتكون من أعضاء/نساء يُطلق عليهم اسم "regidores". وظيفة المجلس البلدي مماثلة لوظيفة البرلمان المحلي. الموافقة على ميزانية البلدية ولوائحها ومشاريعها والتحقق من تصرفات رئيس البلدية وتعتبر السلطة العليا في الإقليم. يختلف عدد أعضاء المجلس حسب عدد سكان الكانتون؛ تضم الكانتونات الأقل سكانًا خمسة أعضاء ولا يوجد حد أقصى، لكن حاليًا تضم الكانتونات الأكثر اكتظاظًا بالسكان مثل سان خوسيه وألاخويلا أحد عشر عضوًا. يكون لكل عضو من الأعضاء الدائمين أيضًا نائب عضو في المجلس يعمل كبديل في حالة غياب العضو الدائم، ولا يمكن لنواب أعضاء المجلس التصويت (ما لم يكونوا بالطبع بديلين) ولكن يمكنهم التحدث في المجلس ويكونوا أعضاء في اللجان. لا يجوز لنائب المستشار إلا أن يكون بديلاً لمستشار دائم لنفس الحزب السياسي. أعضاء المجلس البلدي لا يمثلون أي منطقة. ويمكن انتخابهم من أي من مناطق الكانتون.
ولكل مقاطعة من مقاطعات الكانتون أيضًا مجلس مقاطعة. يرأس مجالس المقاطعات دائمًا نقابي منتخب ولديه أيضًا أربعة أعضاء منتخبين آخرين أو مستشارين محليين لهم صوت وتصويت في مجلس المنطقة. هناك أيضًا نائب النقابة ونواب مستشاري المنطقة الذين لهم صوت ولكن لا يحق لهم التصويت إلا إذا كانوا بدلاء في ديناميكيات مماثلة للمجلس البلدي. يمكن للنقابات أيضًا مساعدة المجلس البلدي، ويمكنهم التحدث نيابة عن مناطقهم، لكن لا يمكنهم التصويت.
في ثماني مناطق محددة جدا تعتبر بعيدة جدا عن المركز الإداري (لأنها جزر أو مناطق جبلية، وما إلى ذلك) ينتخب السكان مراقب ونائب للمراقب، ويسمى مجلس المقاطعة الخاص بهم مجلس المقاطعة البلدي، وله بعض الصلاحيات الخاصة التي عادة ما تتم إدارتها من قبل البلدية.

## الرواتب
يحصل رؤساء البلديات ونوابهم على راتب يتناسب مع ميزانية البلدية، على سبيل المثال، يحصل عمدة سان خوسيه على راتب أعلى من راتب رئيس كوستاريكا، بينما يحصل رؤساء البلديات من الكانتونات الأصغر والأفقر على راتب بالكاد يتجاوز الحد الأدنى للأجور في البلاد. يتلقى أعضاء المجلس والنقابات فقط مكافآت مقابل مشاركتهم في جلسات المجلس البلدي، وتتناسب أيضًا مع ميزانية المدينة ولكن ليس الراتب. المشاركة في مجالس المناطق مجانية تمامًا ولا يحصل أعضاء المجالس المحلية على أي تعويض ولا النقابة عند رئاسة الجلسات.

## الانتخاب
يتم انتخاب جميع هذه المناصب بشكل ديمقراطي ويمكن لجميعهم اختيار إعادة انتخابهم فورًا دون حدود زمنية. مدة الولاية أربع سنوات ويتم انتخابها في منتصف فترة الولاية الرئاسية (بعد عامين من الانتخابات الوطنية). يشترط أن تكون مقيم في الكانتون لمدة عامين على الأقل حتى يستطيع الترشح لمنصب رئيس البلدية و/أو المجلس البلدي وفي المنطقة لمناصب المقاطعات. لا يوجد حد عمري (يمكن لأي شخص بعد 18 عام أن يكون مرشح) أو حد للمواطنين المتجنسين طالما لديهم أيضا إقامة لمدة عامين، على عكس المكاتب الأخرى (على سبيل المثال، هناك حد أدنى لسن 21 عامًا ليكون عضوًا في الكونجرس و الإقامة لمدة 20 عامًا للمواطنين المتجنسين والحد الأدنى لسن 30 عامًا ليكون رئيسًا ويكون مواطنًا بالولادة). لا يسمح القانون الانتخابي في كوستاريكا بالمرشحين المستقلين، ويجب أن يتم ترشيح كل مرشح من قبل حزب سياسي مؤسس بشكل قانوني، وبالتالي فإن انتشار الأحزاب السياسية المحلية أمر شائع جدًا ومعظم الكانتونات بها حزب محلي واحد على الأقل. الأحزاب التي تضم أكبر عدد من رؤساء البلديات وأعضاء المجالس والنقابات هي حزب التحرير الوطني، حزب الوحدة المسيحية الاجتماعية وحزب العمل للمواطنين.

## المناصب والتمسيات
- العمدة : يشغل منصب حاكم الكانتون. تقع على عاتقه مسؤولية ضمان قضايا مثل الأشغال العامة والأنشطة الثقافية وعليه أيضًا الانصياع لأوامر المجلس البلدي.  يمكنه التحدث في المجلس البلدي مثل نواب الرؤساء، لكنه لا يصوت.[9]
- نواب رؤساء البلديات : كان يُطلق عليه في الأصل اسم العمدة البديل الأول والعمدة البديل الثاني، والذي يخدم فقط إذا توقف شاغل الوظيفة عن العمل بشكل مؤقت أو كلي. وبعد الإصلاح في عام 2009، تم تسميتهم بالنائب الأول لرئيس البلدية أو النائب الثاني لرئيس البلدية، بمهام ورواتب داخل البلدية والثاني كبديل في حالة غياب الاثنين الآخرين.[10]
- المستشار: عضو المجلس البلدي. لقد حان دورك للتصويت على المشاريع التي تهم الكانتون.  وهي بمثابة الجمعية التشريعية للكانتون. ويمكن أن يتكون من خمسة، أو سبعة، أو تسعة، أو أحد عشر أو ثلاثة عشر من أعضاء المجلس العاديين وبدلائهم.  يمكن للبدائل التحدث، ولكن يحق للمالكين فقط التصويت.  رغم أنه كما يشير اسمهم، يمكنهم استبدال أصواتهم في حالة غياب المالكين.[10]
- الوصي: يشغل منصب رئيس المجلس المحلي. والأمر متروك للمجلس البلدي للإعلان عن الاتفاقيات التي تم التوصل إليها في المجالس المحلية.  يمكنك التحدث في المجلس البلدي، لكن لا يمكنك التصويت.[9]
- مساعد مستشار: عضو مجلس المنطقة. تنتخب جميع المناطق، بغض النظر عن عدد سكانها، أربعة أعضاء في المجالس، بالإضافة إلى الوصي. ويجتمع هؤلاء مرة واحدة شهريًا في المدرسة المجتمعية أو في قاعة المجتمع، أو في أسوأ الحالات، في منزل أحد أعضاء المجلس. يمكنهم إنشاء مشاريع المناطق وإرسالها إلى المجلس البلدي من خلال الوصي للتصويت عليها.[9]
- منتدب العمدة: يعمل كعمدة للمنطقة. هناك ثماني مناطق فقط، وهي نائية جدًا، لديها رئيس بلدية.[10]
- مستشار المنطقة البلدية:[11] وهو يعمل كمجلس بلدي للمنطقة وأيضا كمجلس محلي. وتتكون من أربعة أعضاء في مجالس المقاطعات البلدية، بالإضافة إلى الوصي.

## صلاحيات المجالس البلدية
وفقًا لقانون البلديات في كوستاريكا وفقًا للإصلاحات المختلفة التي تم تنفيذها في المادة. 12 (2008 و 2010 و 2021) مهام المجلس البلدي لكل بلدية هي:

- أ) وضع السياسات والأولويات التنموية للبلدية وفق البرنامج الحكومي المسجل من قبل رئيس البلدية للفترة التي انتخب لها وبمشاركة الجيران.
- ب) الموافقة على الموازنات وإقرار الاشتراكات والمعدلات والأسعار المفروضة على الخدمات البلدية، وكذلك اقتراح مشاريع الضرائب البلدية على المجلس التشريعي.
- ج) وضع الأنظمة الخاصة بالمؤسسة وفقا لهذا القانون.
- د) تنظيم تقديم الخدمات البلدية من خلال اللوائح.
- هـ) الاحتفال بالاتفاقيات وتخصيص الأموال أو الأصول والإذن بنفقات البلدية، باستثناء النفقات الثابتة واقتناء السلع والخدمات التي تقع ضمن اختصاص رئيس البلدية، وفقًا للوائح الصادرة، والتي يجب أن تتوافق مع مبادئ قانون العقود الإدارية رقم 7494 تاريخ 2 مايو 1995 ولائحته التنفيذية.
- و) تعيين وعزل مراقب الحسابات والمحاسب بحسب الأحوال ومن يشغل أمانة سر المجلس.
- ز) التعيين المباشر، بالأغلبية البسيطة ومع معيار المساواة بين الجنسين، لأعضاء المجالس الإدارية لمراكز التدريس الرسمية ومجالس التعليم، الذين لا يجوز عزلهم إلا لسبب عادل. بالإضافة إلى ذلك، تعيين ممثلي البلديات، بالأغلبية المتساوية، أمام أي هيئة أو كيان يتطلبهم.
- ح) تعيين أعضاء لجنة إمكانية الوصول البلدية (Comad) مباشرة وبالأغلبية المطلقة، الذين يجوز للمجلس عزلهم لسبب عادل. سيكون القائد مسؤولا عن ضمان الامتثال للقانون رقم 7600 بشأن تكافؤ الفرص للأشخاص ذوي الإعاقة، الصادر في 2 مايو 1996، في الكانتون؛ لتحقيق مهمتها، ستعمل بالتنسيق مع المجلس الوطني للتأهيل والتعليم الخاص (Cnree) وستعمل تحت حماية هذا القانون واللوائح التي يجب أن يمليها المجلس البلدي، الذي يجب أن يكون الكوماد مسؤولا عنها. .
- ط) حل الموارد التي يجب أن تعرفها وفقًا لهذا الكود.
- ي) اقتراح مشاريع القوانين اللازمة لتطوير البلديات على المجلس التشريعي، بحيث يقبلها ويقدمها ويعالجها. وكذلك إخلاء الاستشارات التشريعية بشأن المشاريع قيد التنفيذ.
- ك) الموافقة على إجراء الاستفتاءات العامة والاستفتاءات واجتماعات المدن وفقا للوائح التي سيتم إعدادها بناء على مشورة المحكمة الانتخابية العليا، مع مراعاة أحكام التشريع الانتخابي الحالي فيما يتعلق بشكل وتنفيذ هذه المشاورات الشعبية. .
- في الاحتفال بالاستفتاءات العامة والاستفتاءات واجتماعات المدن التي تعقدها البلديات، يجب أن يكون المندوبون المعينون من قبل المحكمة العليا للانتخابات حاضرين، والذين سيشهدون على استيفاء المتطلبات الرسمية المنصوص عليها في القانون واللوائح المشار إليها أعلاه. وسيشرف مندوبو المحكمة على التطوير الصحيح للعمليات المذكورة أعلاه.
- ل) الموافقة على خطة التنمية البلدية والخطة التشغيلية السنوية التي أعدها رئيس البلدية، استنادا إلى برنامج الحكومة ودمج تنوع احتياجات ومصالح السكان لتعزيز المساواة والعدالة بين الجنسين. تشكل هذه الخطط أساس عملية إعداد موازنة البلديات.
- م) معرفة تقارير المراجعة أو المحاسبة، بحسب الأحوال، واتخاذ القرار بشأنها.
- ن) إنشاء اللجان الخاصة واللجان الدائمة وإسناد مهامها.
- س) منح الأوسمة الفخرية وفق الأنظمة التي ستصدر لهذه الغاية.
- ع) إبلاغ محكمة الانتخابات العليا بالمخالفات التي تبرر العزل التلقائي من منصب عضو المجلس البلدي أو رئيس البلدية.
- ف) تدابير التخطيط الحضري.
- ص) إنشاء المؤسسات العامة والشركات الصناعية والتجارية، بمبادرة من رئيس البلدية، والإجازة في تأسيس شركات عامة ذات اقتصاد مختلط.
- ق) التفويض بالعضوية مع الكيانات الوطنية والأجنبية، العامة أو الخاصة، التي تراها ذات صلة لصالح الكانتون.
- ر) الموافقة، إذا اعتبر ذلك مناسبا، على إنشاء خدمة الشرطة البلدية ضمن ولايتها القضائية الإقليمية، ولوائحها وبند ميزانيتها.
- ش) السلطات الأخرى التي يحددها القانون صراحة.